# Vida de Santa María Egipcíaca

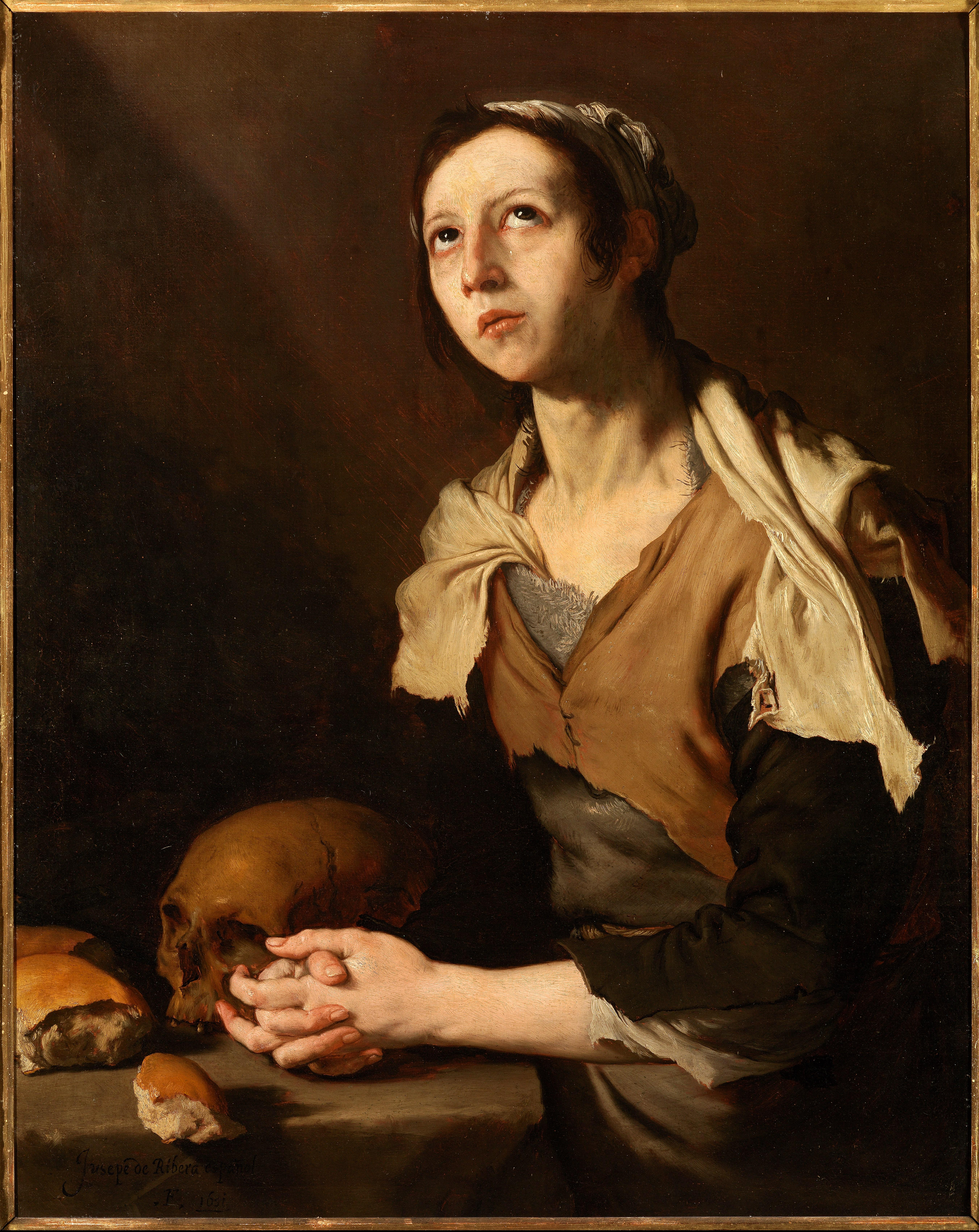
Santa María Egipcíaca, por José de Ribera.

El Libro de Santa María Egipcíaca es un poema hagiográfico de la primera mitad del siglo XIII, emparentado con el mester de juglaría y escrito en 1451 pareados de rima irregular en castellano con rasgos de aragonés, que cuenta la vida de la prostituta y luego santa, María Egipcíaca. Es una traducción adaptada de un poema francés, la Vie de Sainte Marie l'Egyptienne. 
El poema cuenta la historia de María, bella y lasciva, que abandona su hogar para dedicarse a la prostitución en Alejandría. Cuando envejece marcha hacia Jerusalén, pero poco antes de llegar, unos ángeles se la llevan. Uno de los ejes estructurales de la obra se produce en la cromática y antitética descripción de su cambio de aspecto:

Toda se mudó d'otra figura
que non ha paños nin vestidura.
Perdió las carnes e la color,
que eran blancas la flor;
e los sus cabellos, que eran rubios,
tornaron blancos e suzios.
Las sus orejas que eran albas,
mucho eran negras e pegadas

Arrepentida, se retira al desierto para hacer vida de eremita, donde contará su vida a un monje que será el encargado de transmitir su historia.
 
La estructura del poema alberga el contraste entre la María joven y bella, pero corrupta internamente y la anciana animalizada que contiene un alma purificada. Casi todos los rasgos aparecen en la versión francesa, pero hay alguna adición del autor español, como la de incluir un pájaro cantor en la salida de su casa, en unos versos paralelísticos relacionados con la cantiga de amigo, lo que conecta con la lírica hispánica;

Una aveziella tenié en mano
assí canta ivierno como verano,
María la tenié a grant honor
porque cada día canta d'amor.

La Vida de Santa María Egipcíaca muestra rasgos juglarescos que pretenden acercarlo a la religiosidad popular, pero también cultismos y el afán didáctico y tema religioso propio del mester de clerecía. 